# Лёвич, Клаус
Кла́ус Лёвич (нем. Klaus Löwitsch; 8 апреля 1936, Берлин — 3 декабря 2002, Мюнхен) — немецкий актёр. Известный исполнитель характерных ролей в кино, на телевидении и на театральной сцене.

## Биография
Клаус Лёвич — сын австрийского инженера и берлинской балерины. В 1946 году семья перебралась в Вену, где Клаус провёл свою юность, обучаясь классическому танцу в Венской академии музыки и исполнительского искусства. Лёвич также изучал драматическое искусство на семинарах Макса Рейнхардта. Дебютировал в мюзикле «Целуй меня, Кэт» в Венской народной опере.
С 1961 года Лёвич был занят в главных ролях в нескольких театральных постановках во всех немецкоязычных странах. С 1958 года снимался в кино, а с середины 1960-х годов приглашался на роли на телевидении. Важный этап в творчестве Лёвича стало сотрудничество с Райнером Вернером Фасбиндером в 1970-х годах, в частности в фильме «Замужество Марии Браун», вслед за которым к актёру пришла международная слава. Вместе с Джоном Войтом Клаус Лёвич сыграл в фильме «Досье ОДЕССА». В обеих частях «Железного креста» его партнёрами по съёмочной площадке были Джеймс Коберн и Ричард Бёртон. В фильме «Огненный лис» с участием Клинта Иствуда Лёвич исполнил роль советского генерала Владимирова.
В 1967 году Клаус Лёвич дебютировал как певец, выпустив свой первый сингл. В 1976 года вышла пластинка с романтическими песнями в исполнении актёра. Лёвича неоднократно приглашали сниматься в детективных сериалах («Место преступления», «Деррик» и «Старик»). В 1980-х годах Клаус Лёвич снялся в двух телевизионном сериале ARD в ролях частного детектива. После роли в телесериале «Петер Штром» Лёвич обрёл славу немецкого Джеймса Бонда. Лёвич также был занят во многих радиопостановках и работал на озвучивании.
В начале 1990-х годов Клаус Лёвич поддерживал председателя Австрийской партии свободы Йорга Хайдера, позднее поддержал программные положения Партии демократического социализма.
В июне 2001 года участковый суд берлинского района Тиргартен назначил Клаусу Лёвичу наказание в форме денежного штрафа в размере 27 тыс. немецких марок за неосторожное патологическое опьянение (5,15 промилле), в котором Лёвич избил и принудил к сексу женщину, но не был привлечён к ответственности за свои деяния именно по причине своего состояния.
Клаус Лёвич был женат на танцовщице Хельге Хайнрих. Умер от рака поджелудочной железы. Похоронен на Восточном кладбище в Мюнхене.